# ISO-IR-165
ISO-IR-165 ist eine 16-Bit-Zeichenkodierung für vereinfachtes Chinesisch und wird in RFC 1922 erwähnt. Sie ist nicht ASCII-kompatibel.
Jedes Zeichen wird durch Bytepaare im Bereich 0x21-0x7E dargestellt, wodurch die Kodierung auch im Mailverkehr benutzt werden kann. Insgesamt werden 8.376 Zeichen kodiert, davon 7.609 chinesische Schriftzeichen. Außer den chinesischen Schriftzeichen kodiert der Zeichensatz auch Pinyin, griechische und kyrillische Schrift, Rahmenzeichnung, Hiragana und Katakana sowie Zhuyin und verschiedene Symbole.
Der Zeichensatz wurde in ISO-2022-CN implementiert, fand aber nie weite Verbreitung.